# Iain Dale
Iain Dale (Cambridge, 15 luglio 1962) è un editore, editorialista, conduttore radiofonico e conduttore televisivo britannico.
Dale è l'autore del blog politico britannico Iain Dale's Diary (fondato nel 2002) e appare spesso sui canali di notizie del Regno Unito. Nel settembre 2003, è stato il primo candidato conservatore dichiaratamente gay a contestare le elezioni parlamentari.
Fino a maggio del 2018, Dale è stato amministratore delegato della casa editrice Biteback Publishing nonché caporedattore del periodico Total Politics, dal 2008 al 2012. Dal settembre 2010, ha condotto un programma di punta in onda sulla stazione radio London Broadcasting Company. A luglio del 2013 e del 2016, è stato premiato come radiopresentatore dell'anno agli Arqiva Commercial Radio Awards.

## Biografia
Nativo di Cambridge, è cresciuto nell'Essex, dove ha frequentato la Ashdon County Primary School e la Saffron Walden County High School. Nel 1985, ha conseguito presso l'Università dell'Anglia orientale un secondo bachelor of arts con lode in tedesco, linguistica e insegnamento dell'inglese come lingua straniera. Prima di iscriversi all'università, Dale trascorse un anno sabbatico come assistente infermieristico presso la Werner Vimini Klinik nella Germania occidentale. Durante il suo corso di laurea ha trascorso un anno a insegnare inglese al gymnasium di Besigheim.
Dale è stato assistente ricercatore del parlamentare Tory Patrick Thompson (dal 1985 al 1987), direttore degli affari pubblici della British Ports Federation (1987-1989), giornalista finanziario del Lloyd's List (dal 1989 al 1990), e poi vicedirettore generale della Waterfront Partnership e amministratore delegato della Waterfront Conference Company (dal '90 al '96).

## Attività di imprenditore
Nel 1997, inaugurò una propria attività commerciale a Westminster, il Politico's Bookstore con annessa Coffee house, un bazar dove vendeva testi politici, oggetti nuovi e di antiquariato. Il Politico divenne un marchio replicato da altre attività, tanto che nel '98 fu fondata la casa editrice omonima, poi ceduta nel 2003 alla Methuen Publishing. Nel 2004, Dale annunciò la chiusura della sede della libreria alla quale preferì aprire nel Kent un negozio di vendita per corrispondenza. Più tardi quell'anno i locali di Westminster riaprirono col nuovo nome di Westminster Bookshop, di proprietà di Methuen.
Nel 2006, Dale cedette l'attività della libreria Politico alla Harriman House. Nel 2012, Dale rinunciò il marchio storico Politico online all'interno del perimetro di attività della casa editrice Biteback. Inoltre, diresse la rivista Total Politics dal giugno 2008 fino alla sua vendita a Dods (Group) PLC nel dicembre 2012.

## Attività editoriale
Dal febbraio 2007 al gennaio 2009, Dale curò una serie quindicinale di edidoriali per il The Daily Telegraph,  con ulteriori collaborazioni per il The Guardian, The Independent, GQ, The Spectator e New Statesman.
Tra il 2006 e il 2013, Dale curò una rubrica settimanale per l'Eastern Daily Press. Nel dicembre 2018, è stato annunciato che Dale avrebbe iniziato una nuova rubrica settimanale pubblicata sia per l'Eastern Daily Press che per dall'East Anglian Daily Times.
Il 16 dicembre 2018, il Sunday Times Magazine pubblicò un articolato approfondimento biografico sul Segretario alla Difesa britannico Gavin Williamson, firmato da Dale. Il 30 dicembre 2018, The Mail on Sunday pubblicò una lettera aperta per chiedere maggiore civiltà nel dibattito politico e sui social media.
Dale è autore e curatore di 46 titoli a carattere politico. Ciò include la co-creazione, nel maggio 2006, di un libro con il collega blogger Paul Staines (direttore del sito web Guido Fawkes) su presunti casi di malcostume commessi dal governo laburista dalla sua ascesa alpotere nel '97. Una seconda edizione è stata pubblicata nel Giugno 2007.
Ha firmato la storia delle città di West Ham United e Norwich City per la Haynes Publishing, seguiti nel 2015 dal libro intitolato The NHS: Things That Need to Said per Elliott & Thompson. In seguito, unitamente all'ex segretario del lavoro laburista Jacqui Smith, diede alle stampe una raccolta di saggi biografici di ogni parlamentare eletta alla Camera dei Comuni a partire dal 1918. Intitolato Honorable Ladies, un secondo volume era previsto per il 2019.

## Attività di presentatore
Su BBC Radio 5 Live, ha curato regolarmente la copertina di Sunday Service condotto da Andrew Pierce con Fi Glover e Charlie Whelan. Counting Chickens è il titolo del suo documentario che mostra il modo in cui la BBC ha garantito la copertura informativa dei risultati delle Elezioni generali nel Regno Unito del 2001, nella notte del 7 giugno. Tra il 2010 e il 2016, ha inoltre riproposto sul canale BBC World Service il programma di BBC Radio Four intitolato The Westminster Hour, People & Politics insieme ad alcuni episodi della serie What the Papers Say.
Nei primi nove mesi del 2010, Dale è stato il presentatore principale della stazione radio londinese LBC 97.3, dopo aver condotto un paio di programmi di prova con altri giornalisti. Il 7 maggio 2010 ha presentato il programma della maratona elettorale serale di sei ore della LBC, insieme alla conduttrice Gaby Hinsliff. Fra maggio e giugno 2010, ha realizzato delle interviste telefoniche con Petrie Hosken, Clive Bull, James Max e Jeni Barnett.

## In televisione
La principale apparizione televisiva di Dale è stata in qualità di ospite a CNNtalk per tre volte alla settimana, un programma di Max Foster in onda siu CNN International tutti i giorni a mezzogiorno. Nello stesso periodo, ha collaborato regolarmente come opinionista ed esperto a Newsnight, The Andrew Marr Show, Jeremy Vine e Good Morning Britain.
Nel maggio 2005, Dale si è presentato alle elezioni generali come candidato conservatore per il Collegio di North Norfolk, perdendo contro l'incumbent liberaldemocratico Norman Lamb; Lamb è stato eletto con una maggioranza di oltre 10.000 voti rispetto ai 483 delle precedenti elezioni, che aveva conteso a David Prior . Successivamente, Dale ha agito come capo dello staff di David Davis nella corsa per la perduta rimonta della leadership alle primarie del Partito Conservatore nel 2005.
Nell'agosto 2006, confermò di avere trovato posto nella lista dei primi candidati conservatori che sarebbero stati introdotti alle successive elezioni generali. Le sue ambizioni furono ulteriormente frustrate nel 2007, quando fece domanda per la per essere candidato dai Tory per il seggio sicuro di Maidstone e The Weald, ma l la prima fase del colloquio.
Nell'ottobre 2009, Dale si propose per il posto sicuro conservatore di Bracknell al fine di succedere ad Andrew MacKay, che poi si dimise alle elezioni generali del 2010. Dale arrivò terzo al secondo turno del ballottaggio preceduto da Rory Stewart e dall'eventuale vincitore Philip Lee.
Il blog di Dale, intitolato Iain Dale's Diary, era stato uno dei blog politici più letti nel Regno Unito, nominato dal The Guardian come miglior blog politico del 2005. Il 17 giugno 2010, Dale annunciò dal suo blog che avrebbe chiesto di uscire dall'elenco dei candidati del Partito conservatore e che non avrebbe partecipato alle prossime elezioni parlamentari. Il 14 dicembre 2010, Dale comunicò la chiusura del Iain Dale's Diary e l'uscita dalla vita politica di partito.
Nel luglio 2011, Dale lanciò un sito di blogging collaborativo, Dale&Co, al quale parteciparono numerosi collaboratori dello spettro politico, continuando a scrivere un blog dal titolo West Ham Till I Die.
Inoltre, ha curato una rubrica settimanale per il sito web ConservativeHome, nella quale pubblicava anche la sua lista annuale delle «100 personalità più influenti della destra».
Al referendum sulla Brexit, Dale ha votato per "Lasciare".

## Vita personale
Dale è dichiaratamente gay da quando aveva quarant'anni. Il 15 giugno 2008 si unì civilmente con John Simmons, in una cerimonia celebrata presso il Castello Wadhurst nell'East Sussex, convertita in matrimonio nel 2015. La coppia si è stabilita a Tunbridge Wells; prima di incontrare Simmons nel '95, Dale aveva vissuto a Walthamstow per sei anni a partire dal 1988.
Il 24 settembre 2013, Dale è stato coinvolto in una rissa con Stuart Holmes, un pensionato di Manchester che sul lungomare di Brighton manifestava contro il nucleare, tenendo alzato un cartello di protesta alle spalle del laburista Damian McBride.  McBride, editore di Dale alla Biteback Publishing ed ex consigliere personale di Gordon Brown, in quel momento era intervistato dalla televisione britannica in vista del congresso annuale del Partito Laburista. Dale cercò di rimuovere Homes dall'inquadratura e nel tentativo di divincolare McBride, Dale si ritrovò per terra a lottare con Holmes.
Il 26 settembre Dale accettò di pagare una cauzione alla polizia per l'accusa di aggressione. La polizia del Sussex aveva raccolto le testimonianze di entrambi gli uomini sul luogo dell'accaduto. Dale successivamente postò le sue scuse «a Holmes, a Miliband leader del partito laburista Ed Miliband], alla polizia, alla mia famiglia, agli amici e ai colleghi».